# Michael McCarthy
Pour les articles homonymes, voir Michael McCarthy (homonymie).
 (février 2024).
Si vous disposez d'ouvrages ou d'articles de référence ou si vous connaissez des sites web de qualité traitant du thème abordé ici, merci de compléter l'article en donnant les références utiles à sa vérifiabilité et en les liant à la section « Notes et références ».
Michael McCarthy est un joueur de football gaélique. Il jouait arrière central pour le club de Kilcummin et pour le Comté de Kerry.
Il a dû faire face à la rude concurrence du grand arrière Séamus Moynihan avant de pouvoir enfiler le maillot numéro 3 d’arrière central de Kerry GAA.
McCarthy a remporté le All Ireland senior football championship avec le Kerry à trois reprises en 2000, 2004 et 2005. Il a été trois fois All Star en 2000, 2004 et 2005.